# Protomelas
Protomelas Eccles & Trewavas, 1989 è un genere di ciclidi haplochromini endemico del Lago Malawi nell'Africa Orientale. Il genere è parte della tribù Haplochromini e presenta l'incubazione orale materna e il dimorfismo sessuale tipico di questo gruppo.

## Tassonomia
Vi sono attualmente 15 specie riconosciute in questo genere:
- Protomelas annectens (Regan, 1922)
- Protomelas dejunctus (Stauffer, 1993)
- Protomelas fenestratus (Trewavas, 1935)
- Protomelas insignis (Trewavas, 1935)
- Protomelas kirkii (Günther, 1894)
- Protomelas labridens (Trewavas, 1935)
- Protomelas macrodon (Eccles, 1989)
- Protomelas marginatus (Trewavas, 1935)
- Protomelas pleurotaenia (Boulenger, 1901)
- Protomelas similis (Regan, 1922)
- Protomelas spilonotus (Trewavas, 1935)
- Protomelas spilopterus (Trewavas, 1935)
- Protomelas taeniolatus (Trewavas, 1935)
- Protomelas triaenodon (Trewavas, 1935)
- Protomelas virgatus (Trewavas, 1935)

## Acquariofilia
Popolari in acquariofilia, le specie del genere Protomelas sono vendute sotto molti differenti nomi commerciali.